# Carl Larsson

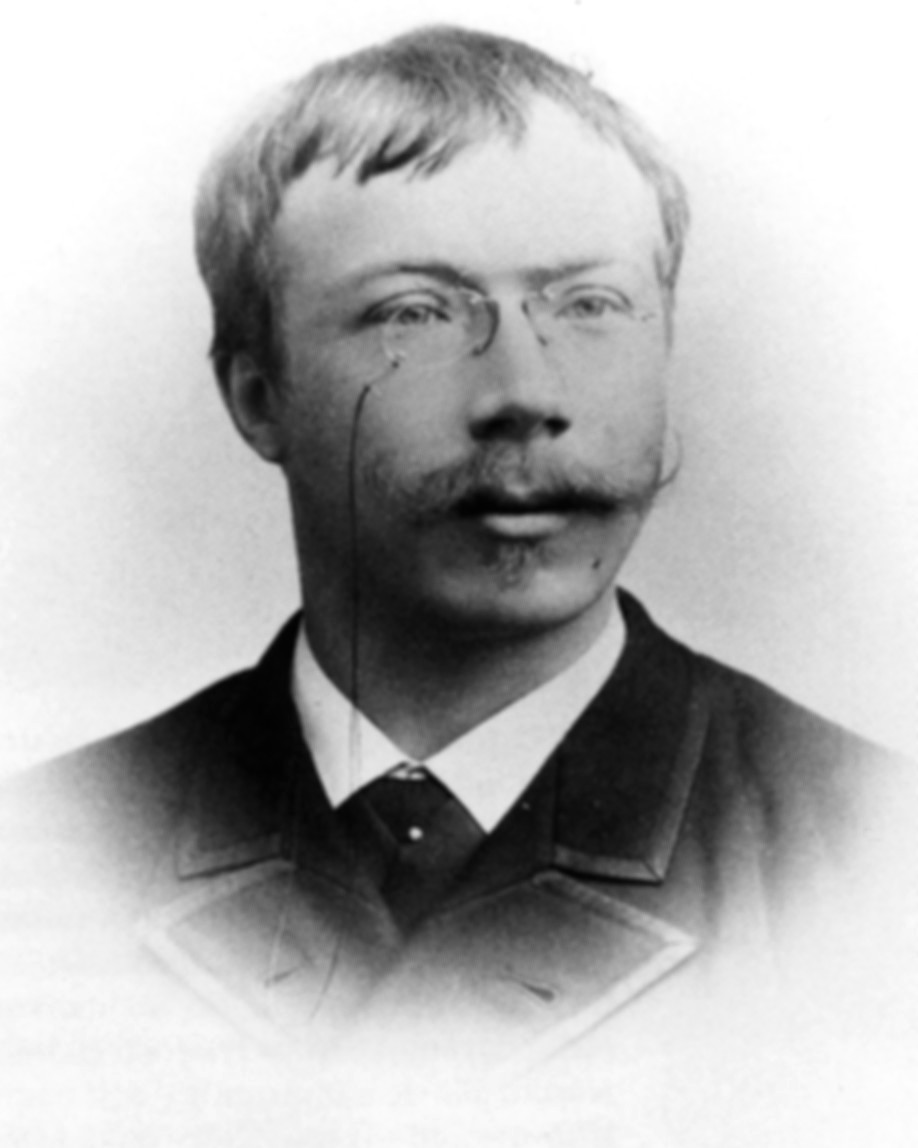
Carl Larsson (1882)

Signatur von Carl Larsson

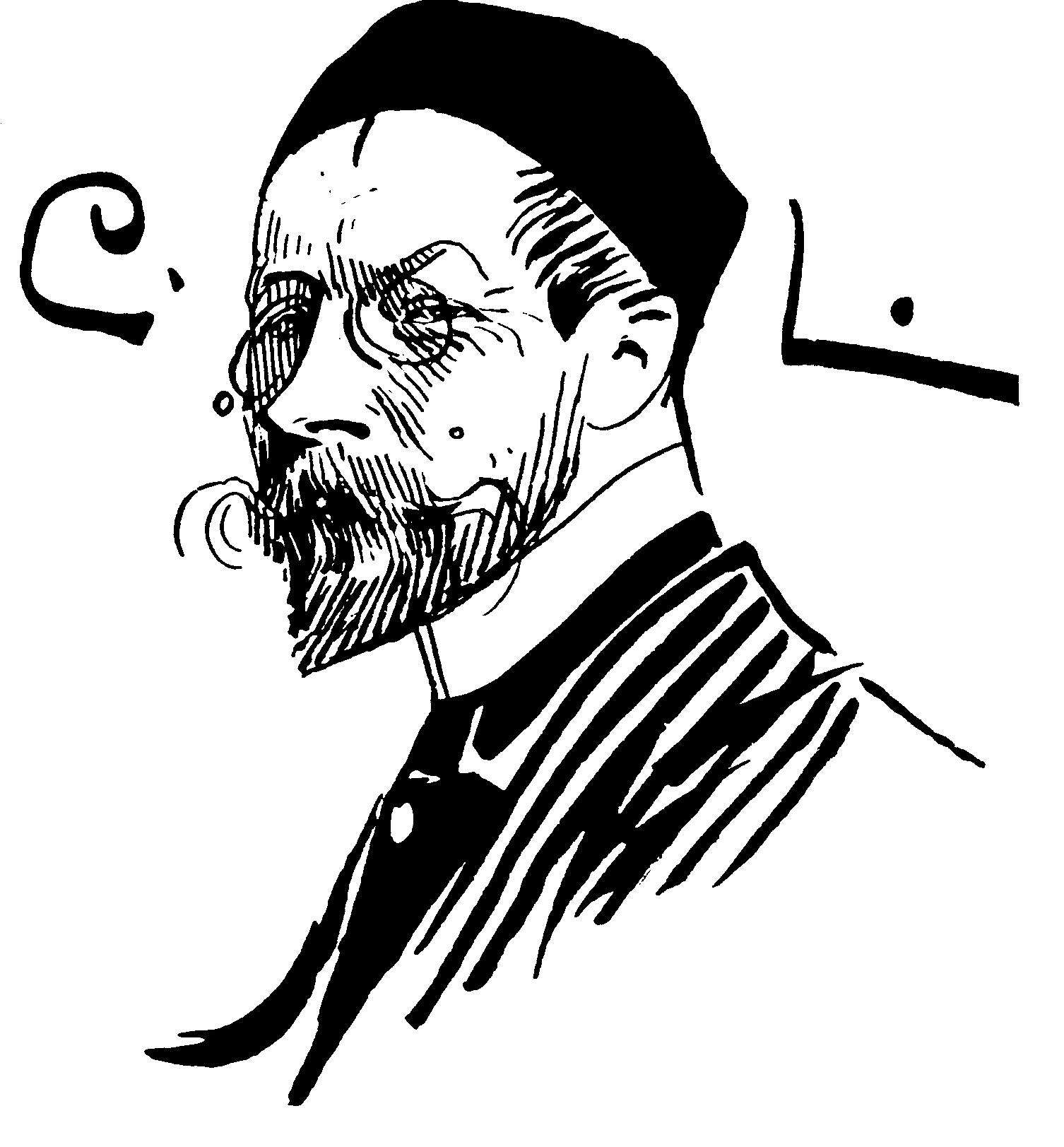
Selbstbildnis (1891)

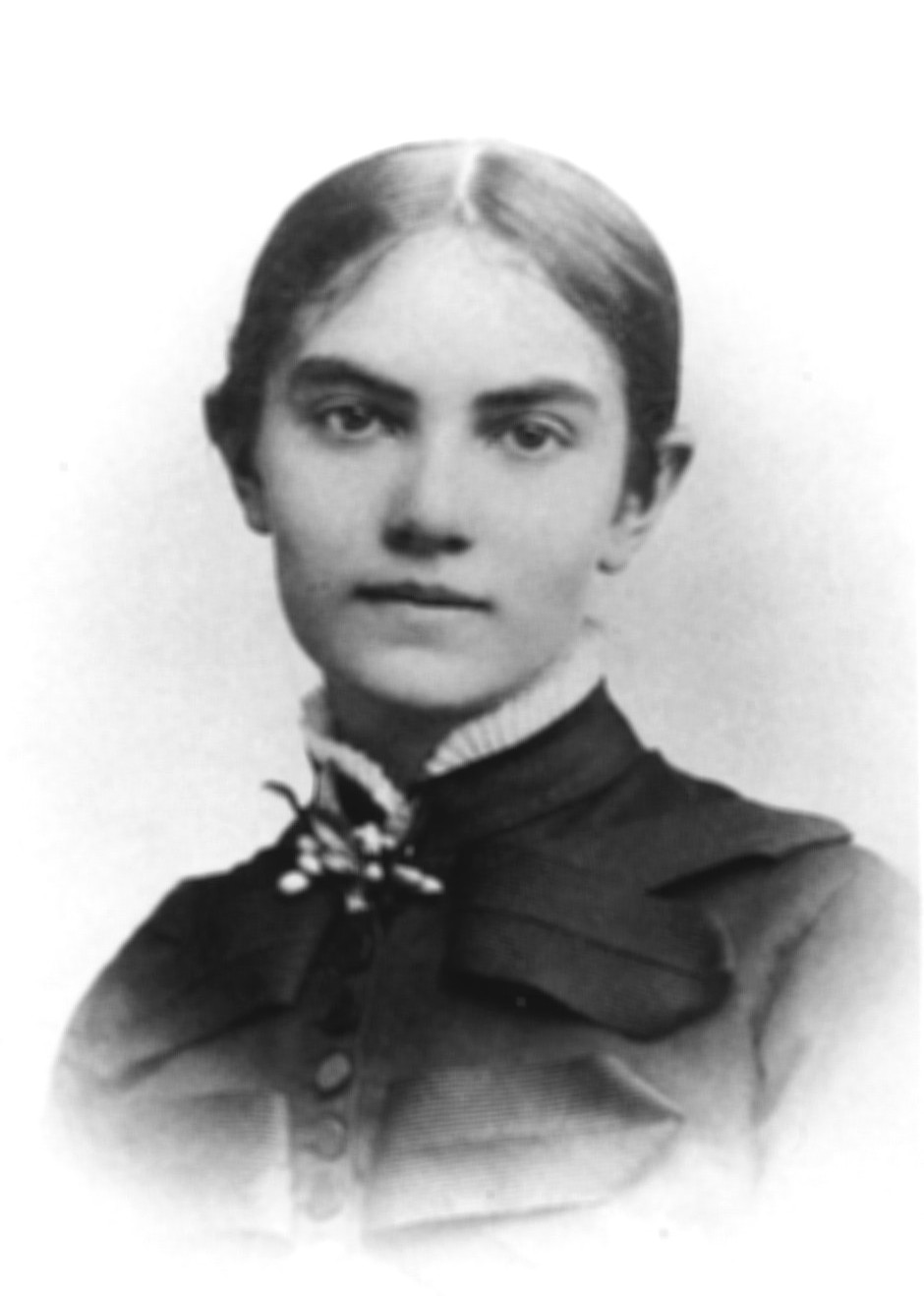
Larssons Ehefrau Karin

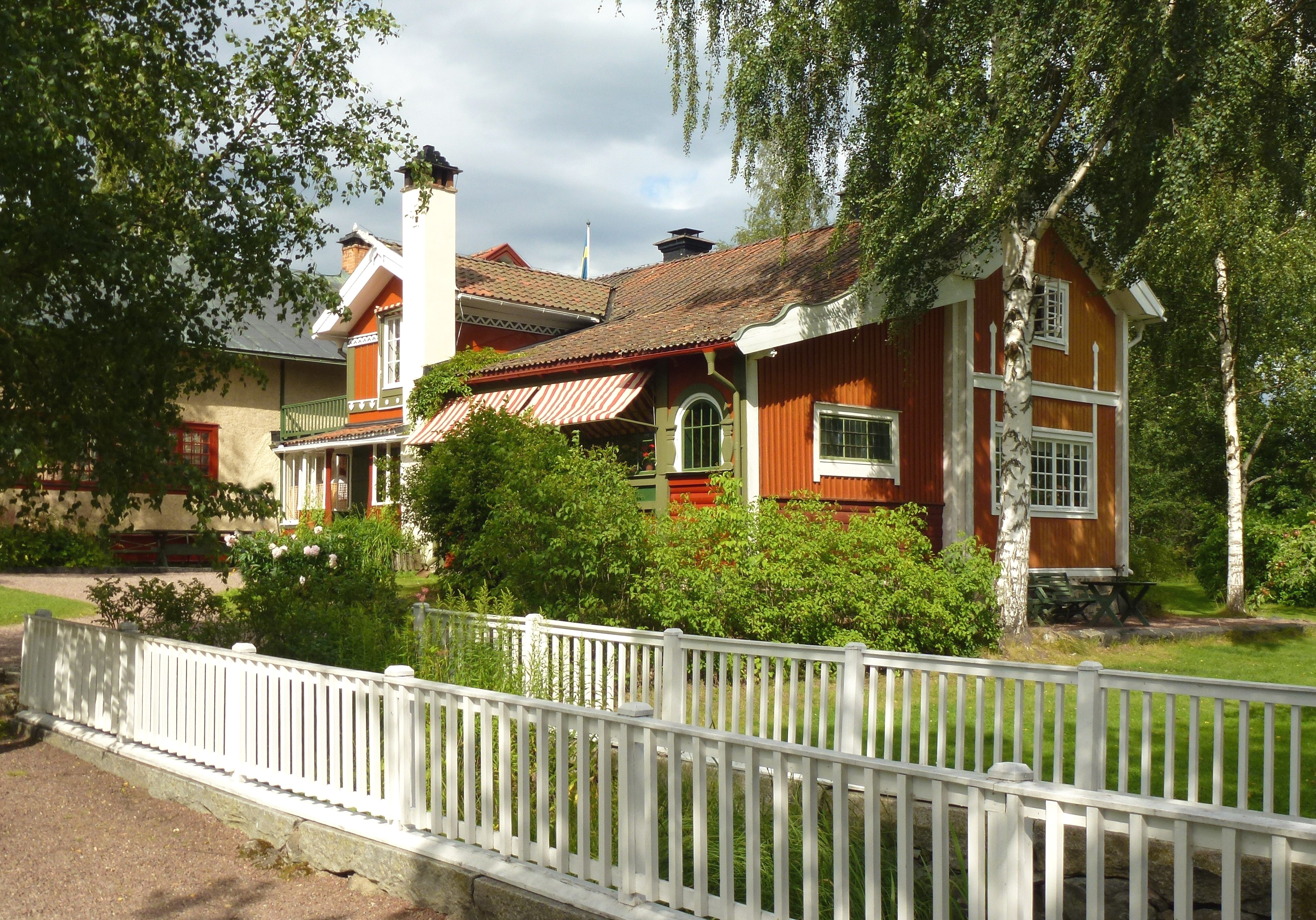
Carl Larssons Haus in Sundborn, 2012

Carl Olof Larsson (* 28. Mai 1853 in Stockholm; † 22. Januar 1919 in Falun) war ein schwedischer Künstler.
Seine Gemälde, Aquarelle und Zeichnungen zeigen überwiegend das Leben seiner Familie (gemeinsam mit seiner Frau Karin hatte Larsson acht Kinder) in und um das Wohnhaus in Sundborn, Schweden. Carl und Karin gelten als Begründer des heute als „typisch schwedisch“ geltenden Wohnstils, dessen wesentliche Elemente Helligkeit, Farbigkeit und lebendig-fröhliche Funktionalität sind. Das Haus ist heute ein Museum. In Deutschland wurde Larsson ab 1909 berühmt durch sein Buch Das Haus in der Sonne.
Er wird zum Arts and Crafts Movement gezählt.

## Leben und Werk
Carl Larsson wuchs in armen Verhältnissen auf. Als er 13 Jahre alt war, ermunterte ihn sein Lehrer zu einem Studium an der Königlichen Kunstakademie in Stockholm. Für die Bezahlung des Studiums war er gezwungen, nebenbei zu arbeiten. So war er zum Beispiel als Retuscheur für einen Fotografen tätig. Nachdem ihm 1876 eine königliche Medaille verliehen worden war, ging es ihm finanziell etwas besser.
Im Jahre 1877 konnte Larsson seine erste Reise nach Paris antreten. Seine dritte Frankreich-Reise führte 1882 in die Künstlerkolonie Grez-sur-Loing nahe Fontainebleau, wo er zahlreiche Aquarelle der umliegenden Natur anfertigte. Hier lernte er auch Karin Bergöö kennen, die wenig später seine Frau wurde. Das Paar kehrte für die Hochzeit nach Schweden zurück. „Dies war ein Wendepunkt in Larssons Leben. In Grez, Larsson malte einige der wichtigsten seiner Werke, jetzt aber in Wasserfarben, und sehr unterschiedlich zu der Ölfarbentechnik, die er vorher benutzte“, heißt es in dem von Michael Snodin und Elisabeth Stavenow-Hidemark herausgegebenen Buch Carl und Karin Larsson – Ihr Leben und ihre Kunst.
Zwischen 1885 und 1888 malte Larsson hauptsächlich Ansichten von Stockholm. Er schloss sich der Künstlergruppe Opponenterna an, die bei der Kunstakademie eine Reform der Kunstausbildung forderte. Diese Forderungen wurden jedoch abgewiesen. 1886 wurde Larsson zusätzlich Vorsteher einer Kunstschule in Göteborg.
1888 bekam die Familie ein kleines Haus nahe Sundborn von Larssons Schwiegereltern geschenkt. Das Haus wurde nach und nach handwerklich wie künstlerisch von Carl und Karin ausgebaut, ausgeschmückt und erweitert und wurde unter dem Namen „Lilla Hyttnäs“ (etwa: kleine Hütte) bekannt. Das Haus wurde künstlerischer Mittelpunkt Larssons, die sieben Kinder des Ehepaares (ein achtes starb kurz nach der Geburt) wurden hier großgezogen und, in einzelnen Werken zusammen mit der Dorfgemeinschaft, auf zahlreichen für Larsson typischen Ölgemälden und Aquarellen verewigt. Das Haus ist bis heute als Familienmuseum originalgetreu erhalten und dient noch immer als Treffpunkt der Familie.
Nach einem weiteren Aufenthalt in Paris, wo unter anderem das Triptychon Rokoko-Renässans-Nutida Konst entstand, wurde er vom Nationalmuseum in Stockholm mit der Ausgestaltung der Innenwände dieses Gebäudes beauftragt. Ab 1896 malte er sechs Wände al fresco, wobei unter anderem die Bilder Gustav Wasas Einzug in Stockholm am Mittsommerabend 1523 und Landgang von Gustav Adolf in Deutschland entstanden. 1896 erhielt er auf der Internationalen Kunstausstellung in Berlin eine kleine Goldmedaille.

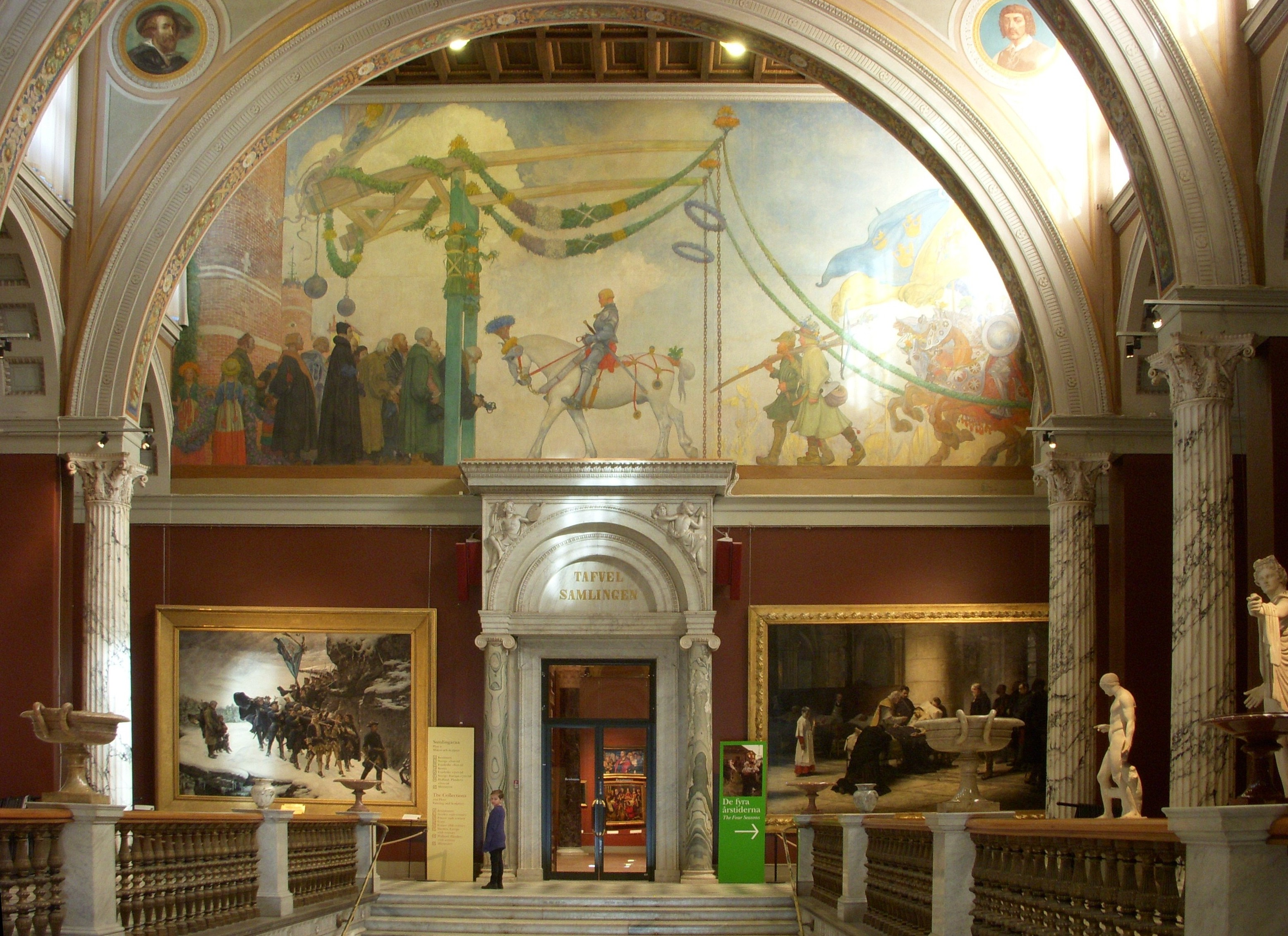
Gustav Wasas Einzug in Stockholm 1523
Midvinterblot (Mittwinteropfer), 1915
Namnsdag på härbret (Namenstag), 1898
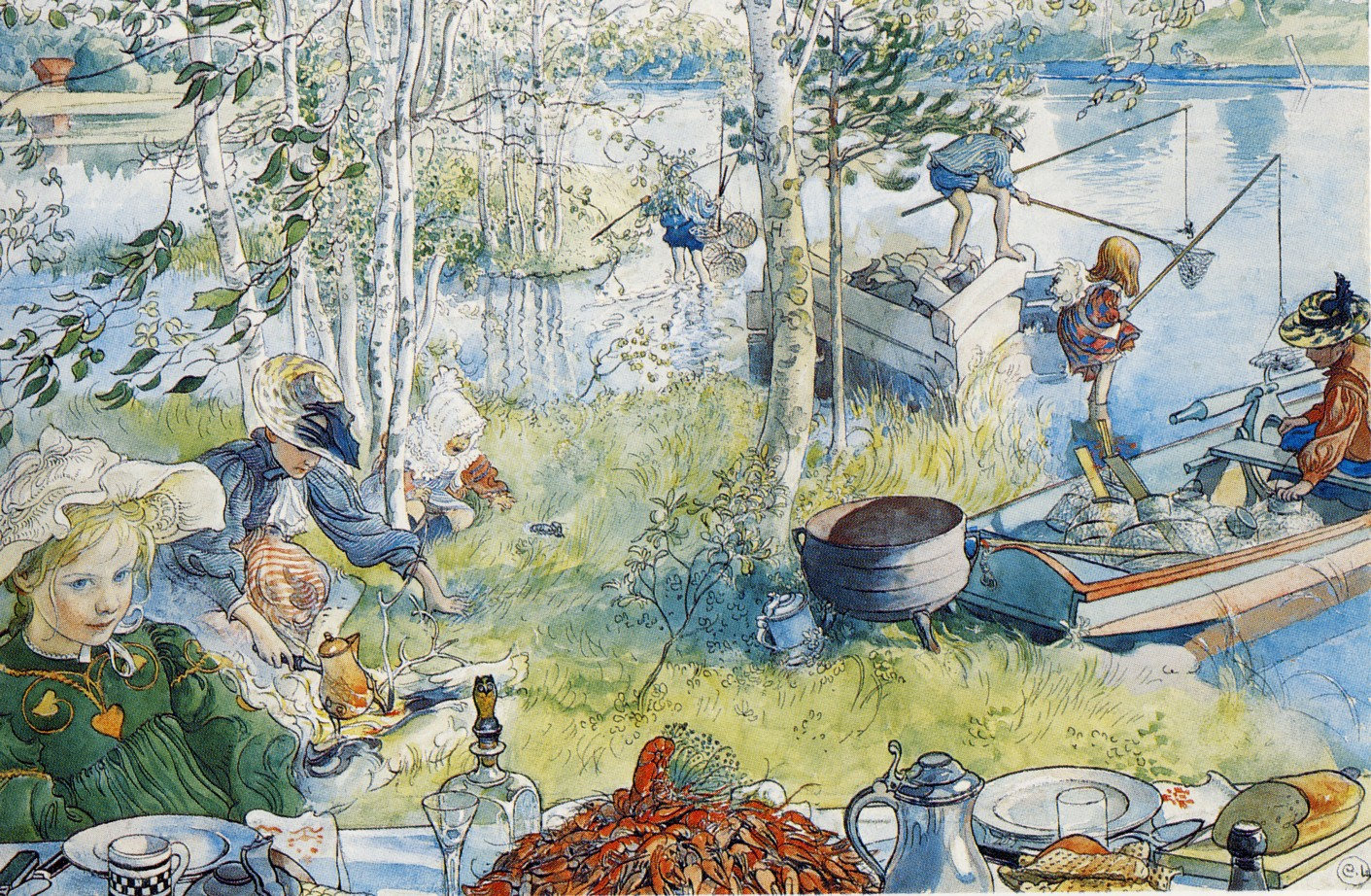
Kräftfångst (Krebsfang), 1895
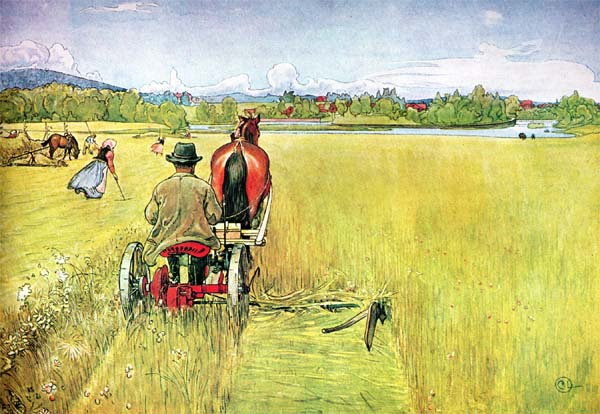
Sommar (Sommer – Mahd der Wiesen mit Hilfe von Pferden)
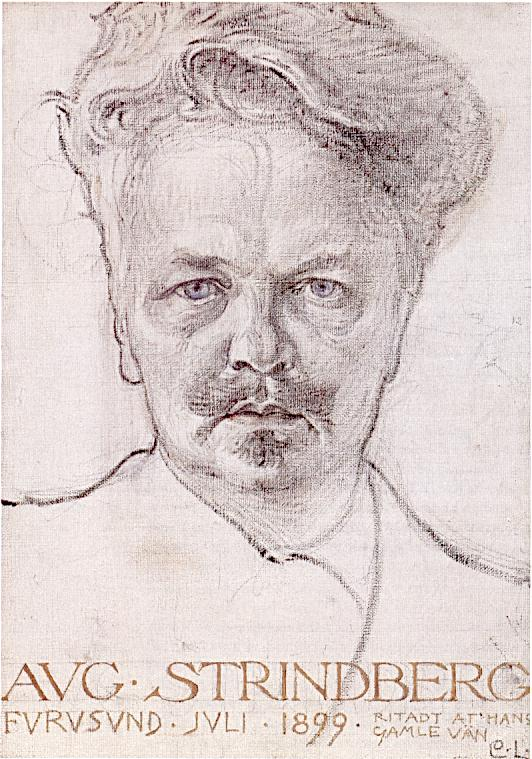
Porträt August Strindberg, 1899
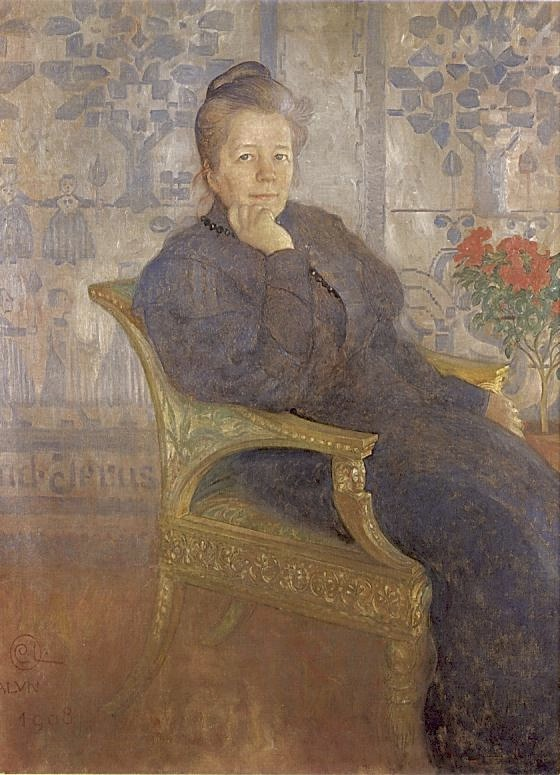
Porträt Selma Lagerlöf, 1908
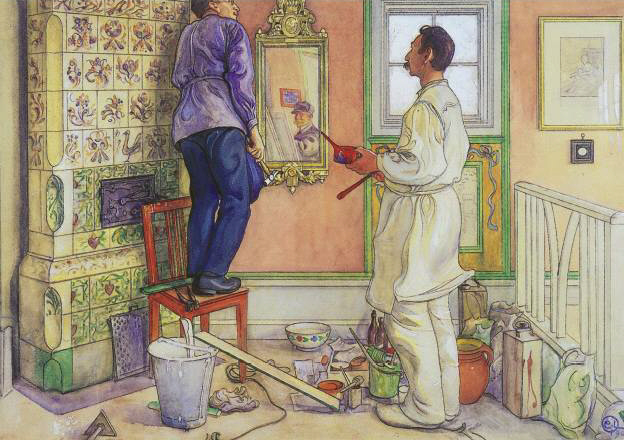
Meine Freunde, der Schreiner und der Maler, 1909
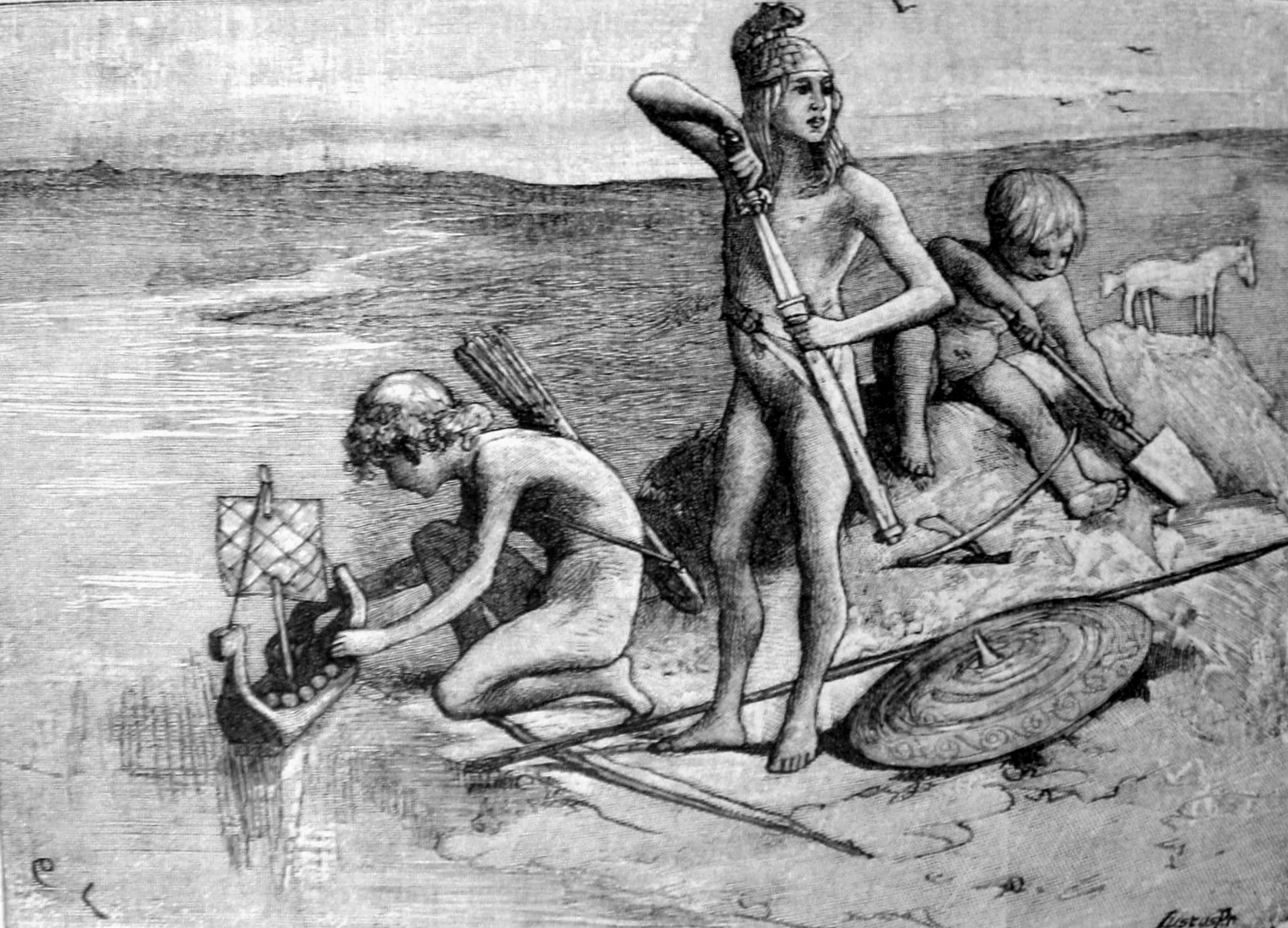
Mannus söner (Mannus’ Söhne), 1893
Frukost under stora björken (Frühstück unter der großen Birke), 1896
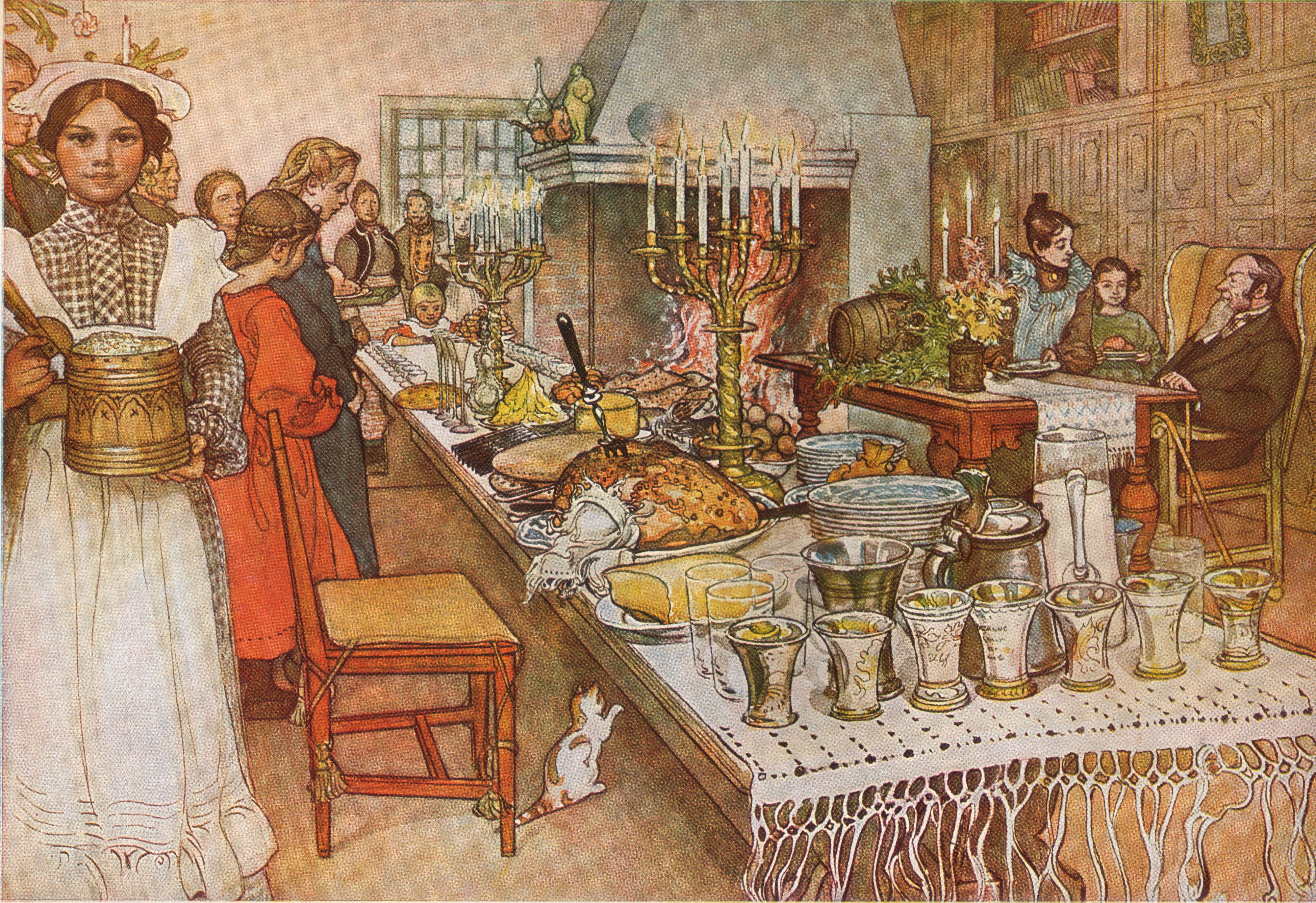
Julaftonen (Weihnachtsabend), 1904
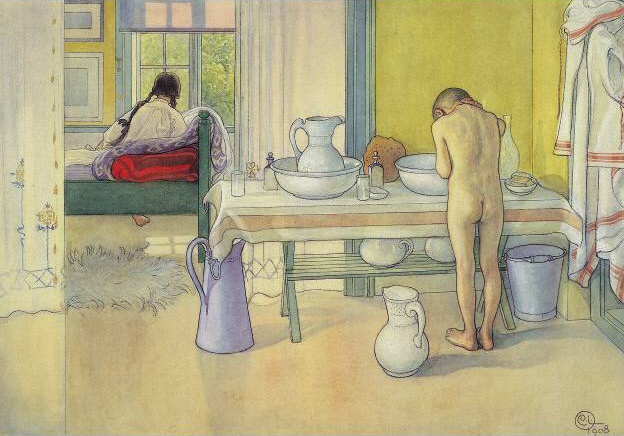
Sommermorgen, 1908
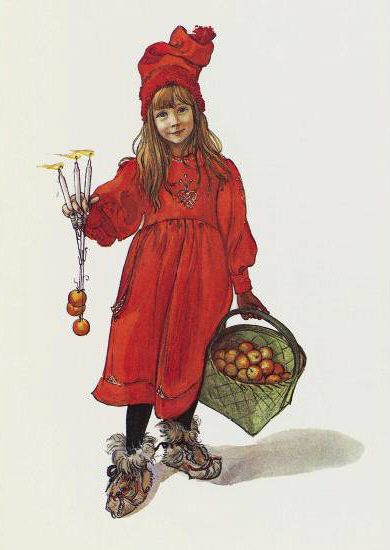
Brita als Iduna

Andere Werke von Carl Larsson befinden sich in Stockholm in der Königlichen Oper und im Königlichen Dramatischen Theater (Dramaten) sowie in Göteborg im Hvitfeldtska Gymnasium. Ein weiteres Bild (Midvinterblot) wurde zu Lebzeiten Larssons abgelehnt; stark verärgert stellte er das Werk trotzdem fertig. Erst 1997 kam es nach zahlreichen Umwegen an die von Larsson vorgesehene Stelle im Nationalmuseum.
Haus und Familie wurden in dem Album Ett hem (Zuhause) von 1899 berühmt. Die Sammlung Das Haus in der Sonne von 1909 steigerte die Bekanntheit in Deutschland. Larssons Memoiren mit dem Titel Jag (Ich), die er kurz vor seinem Tod 1919 fertigstellte, wurden erst 1931 publiziert.
Bereits zu Lebzeiten Larssons gab es einige überaus erfolgreiche Ausstellungen und Wettbewerbsbeiträge in Deutschland, darunter in Berlin und München. Die bisher größte Ausstellung in Deutschland fand zum Jahreswechsel 2005/2006 in der Kunsthalle der Hypo-Kulturstiftung in München statt.

## Rezeption
Der Pressezeichner Emil Stumpp, der Larsson um 1920 besucht und gezeichnet hatte, urteilte:
„Als Künstler hat er für Schweden mehr bedeutet, als man sich gemeinhin heute klarmacht. Seine Kunst öffnete erst den Sinn des breiten schwedischen Volkes für die Kunst. Die Gesundheit und Kraft seiner Linien, die durchsonnte Helligkeit seiner Farben drang durch die schönen Sammelmappen in viel schwedische Heime.“

## Ausstellungen
- 2005/06: Carl Larsson – Ein schwedisches Märchen. Ausstellung in der Kunsthalle der Hypo-Kulturstiftung, München
- 2014: Carl Larsson – L’Imagier de la Suède. Petit Palais, Musée des Beaux-Arts de la Ville de Paris, Paris

## Publikationen
- De Mina. Stockholm 1895 (Bonnier), Deutsch nach d. 2. Aufl. 1919 als Die Meinen, Königstein i. Ts. 1978 (Langewiesche Nf.), ISBN 3-7845-2725-6
- Ett hem. Stockholm 1899 (Bonnier), Deutsch als Unser Heim, Königstein i. Ts. 1977/1996 (Langewiesche Nf.), ISBN 3-7845-2130-4
- Larssons. Stockholm 1902 (Bonnier), Deutsch als Die Larssons. Königstein i. Ts. 1978/2006 (Langewiesche Nf.), ISBN 978-3-7845-2731-4
- Spadarvfet, mitt lilla landtbruk. Stockholm 1906 (Bonnier), Deutsch als Bei uns auf dem Lande, Berlin 1907 (Bruno Cassirer), neue Ausgabe Königstein i. Ts. 1977/1996 (Langewiesche Nf.), ISBN 3-7845-2745-0
- Das Haus in der Sonne. Düsseldorf und Leipzig 1909, Die Blauen Bücher (Karl Robert Langewiesche), revidierte Aufl. Königstein i. Ts. 2015 (Langewiesche Nf.), ISBN 978-3-7845-2701-7
- At solsidan. Stockholm 1910 (Bonnier), Deutsch als Lasst Licht hinein, Stockholm und Leipzig 1911 (Bonnier); neue Ausgabe als Auf der Sonnenseite, Königstein i. Ts. 1977/2005 (Langewiesche Nf.), ISBN 3-7845-2736-1
- Andras barn. Stockholm 1913 (Bonnier), Deutsch als Anderer Leute Kinder, Berlin 1913 (Bruno Cassirer), neue Ausgabe Königstein i. Ts. 1978/2006 (Langewiesche Nf.), ISBN 978-3-7845-2721-5
- Jag. Stockholm 1931 (Bonnier), Deutsch als Ich, Carl Larsson – Ein Buch über das Gute und das Böse, Königstein i. Ts. 1985/2006 (Langewiesche Nf.), ISBN 978-3-7845-2738-3